# Thomas Hitzlsperger
Thomas Hitzlsperger (München, 5. travnja 1982.) nogometni djelatnik i bivši nogometaš. 
Najveći uspjeh u karijeri postigao je osvajanjem njemačkog prvenstva s VfB Stuttgartom u sezoni 2006/07. Igrao je 6 godina za njemačku nogometnu reprezentaciju.